# スティーヴン・コヴァセヴィチ

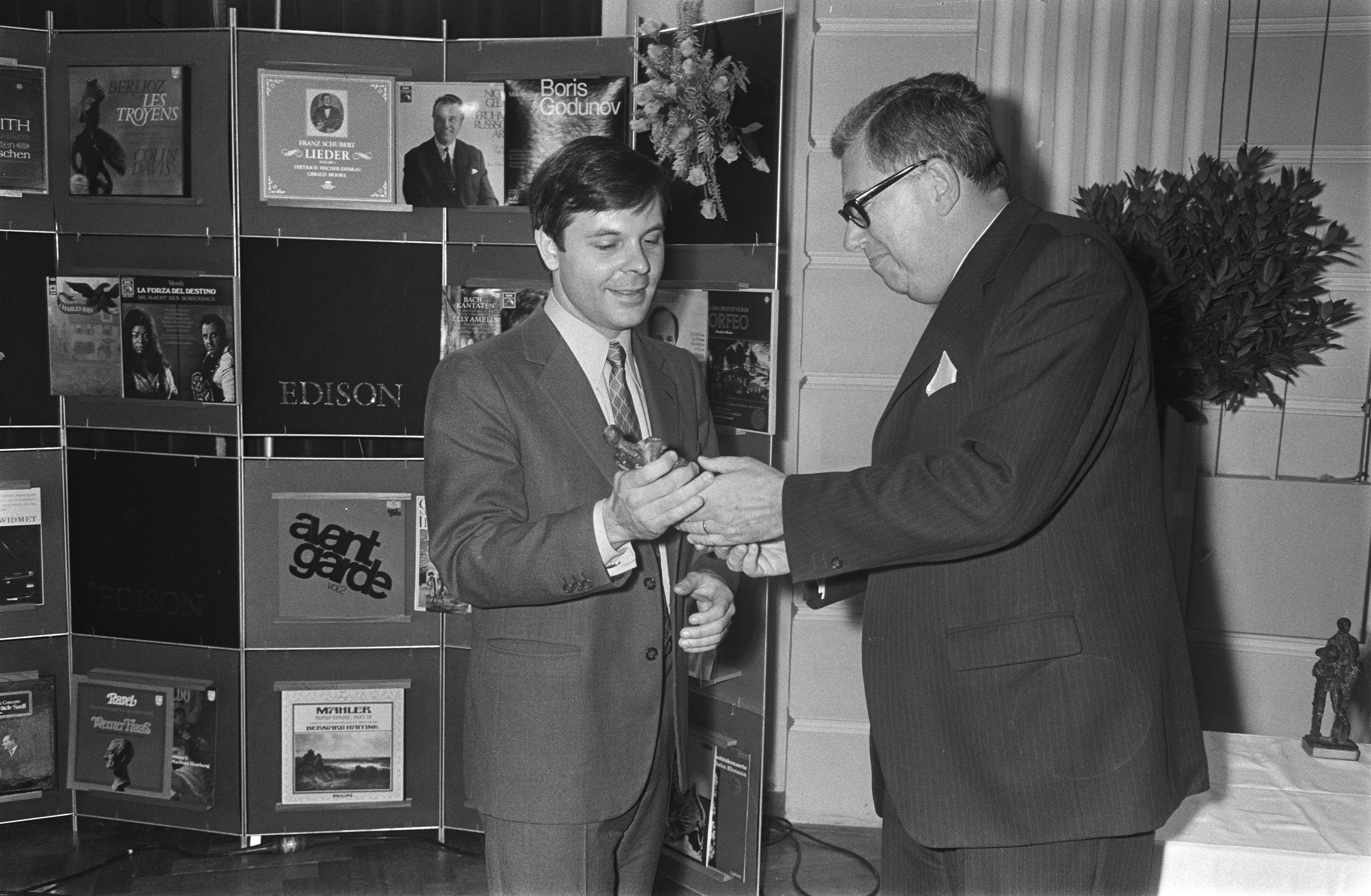
スティーヴン・コヴァセヴィチ（1970年）

スティーヴン・コヴァセヴィチ（Stephen Kovacevich, 1940年12月17日 - ）は、アメリカ合衆国出身のイギリスのピアニスト。カリフォルニア州ロサンゼルス出身。以前はスティーヴン・ビショップ（Stephen Bishop）、もしくはビショップ＝コワセヴィチと名乗っていた。コヴァセヴィッチやコヴァチェヴィチ、コヴァチェヴィッチとも表記される。

## 略歴
父親はクロアチア人。母親はイタリア系アメリカ人ともクロアチア系アメリカ人とも言われる。
11歳のときサンフランシスコでデビュー。18歳でロンドンに渡り、マイラ・ヘスに入門、これ以降はイギリスに滞在している。
ベートーヴェンやシューベルト、ブラームスのようなドイツ・ロマン派音楽の解釈で知られているが、スラヴ系・ハンガリー系の音楽にも親近感を表明しており、中でもショパンやラフマニノフ、プロコフィエフ、バルトークを得意としている。また、ドビュッシーやストラヴィンスキー、ベルクなどの20世紀音楽もレパートリーとしており、リチャード・ロドニー・ベネットからは協奏曲を献呈されている。
ソリストとしての活動のほか、協奏曲や室内楽の演奏・録音でも評価が高い。1972年に初めて来日して以来、頻繁に日本で演奏旅行を行なっており、とりわけ1990年代後半には例年のように来日し、得意のベートーヴェンやブラームスを中心とするプログラムを聞かせた。
ピアノ演奏のほかに指揮活動にも取り組んでいる。熱狂的なテニス愛好者としても有名。

## 人物
マルタ・アルゲリッチの3人目の夫であり、間にもうけた娘ステファニーは写真家である。